# 蘇利南
蘇利南共和國（荷蘭語：Republiek Suriname），通稱蘇利南（Suriname；/ˈsʊərɪnæm, -nɑːm/ SOOR-in-A(H)M），舊稱洵南、荷屬圭亞那，位於南美洲東北部，地理上亦屬加勒比地區與西印度群島範疇。該國北臨大西洋，西接圭亚那，東鄰法屬圭亞那，南界巴西，總面積約163,820平方公里（63,251平方英里），為南美洲面積最小的國家。根據聯合國2021年數據，蘇利南人口約61.3萬，同樣位居南美洲末位。首都帕拉马里博坐落於蘇利南河河口，集中全國近半人口，是該國政治、經濟與文化中心。
蘇利南地處赤道稍北，全境90%以上被熱帶雨林覆蓋，森林覆蓋率居全球之冠。其歷史可追溯至公元前四千年，原住民阿拉瓦克人、卡利納人與瓦亞納人等印第安部落在此定居。16世紀起歐洲殖民者競逐該地區，至17世紀末荷蘭共和國確立統治地位。荷屬圭亞那時期，蘇利南發展為以蔗糖種植為核心的莊園經濟，1640至1800年間約有30萬非洲奴隸被販運至此。1863年廢奴後，殖民政府改從英屬印度與荷屬東印度引進契約勞工，奠定當代多元族群基礎。1954年成為荷蘭王國的自治構成國後，最終於1975年11月25日和平獨立，但仍與荷蘭保持密切外交、經濟及文化聯繫。
作為開發中國家，蘇利南憑藉豐富的自然資源（包括鋁土礦、黃金、石油及農產品）達到高人類發展水平，現為聯合國、美洲国家组织、伊斯蘭合作組織及加勒比共同體等國際組織成員。其文化深植荷蘭殖民時期遺產，是歐洲以外唯一以荷蘭語為官方語言且廣泛應用於政府、商業、媒體及教育領域的主權國家，約60%人口以荷蘭語為母語；英語基礎的克里奧爾語蘇利南湯加語則為通用語。
蘇利南社會以多元文化主義著稱，主要族羣包括印度裔蘇利南人（約27%）、馬龍人（逃亡奴隸後裔，約22%）、克里奧爾人（歐非混血，約16%）、爪哇裔蘇利南人（約14%）及華人（約7%）等，沒單一族羣佔絕對多數。宗教分佈同樣多元，基督宗教（含新教與天主教）約佔48%，印度教佔22%，伊斯蘭教佔13.9%，後者比例冠絕美洲。全國人口高度集中於北部沿海地帶，致使該國成為全球人口密度最低的國家之一。這種多元性體現在官方節日中，除基督教節日外，排燈節、開齋節等均被列為國定假日。經濟上，鋁土礦開採長期主導出口收入，近海石油資源的開發預計將重塑其產業結構。約35%蘇利南裔人口現居荷蘭，形成重要的僑匯經濟網絡。

## 名稱起源
苏里南的國名可能源於一个叫苏里宁（Surinen）的當地原住民土著，在与西欧人首次接触时就居住在该地区。而「-ame」字尾可能來自阿拉瓦克語中的aima或eima，為「河口」之意。

## 歷史
早在西元前3,000年時，蘇利南地區就已開始有人類的蹤跡，在居住此地區的原住民裡，最大的族群當屬濱海游牧民族阿拉瓦克人，以及稍後才進入此地區的征服者、航海民族的加勒比人。除了這兩支主要的民族之外，在內地的熱帶雨林內尚有更多小型的部族。直到1650年時，開始有了第一批的歐洲人來到此地——由當時的巴巴多斯總督威洛比爵士（Lord Willoughby）所率領的英國移民在蘇利南建立了第一個歐洲殖民地。但沒過多久英國殖民地就遭到亚伯拉罕·克赖恩森（Abraham Crijnsen）所率領的荷蘭殖民地荷屬圭亞那部隊攻擊，這場紛爭一直到1667年時第二次英荷戰爭（1665年-1667年）結束才獲得初步的解決，在當年英國與荷蘭簽署了布雷達條約，荷蘭以他們在曼哈頓島所建立的要塞殖民地新阿姆斯特丹（也就是今日紐約市的前身）與英國交換蘇利南，並且正式改名為荷屬蘇利南。
透過荷屬蘇利南與加勒比海地區的其他幾個殖民島嶼，荷蘭王國壟斷了當時世界主要的蘭姆酒生產事業，歐洲人從非洲引進大量的奴隸至此地區勞動，而成為日後非裔南美人口的起源。1799年時，趁著荷蘭被拿破崙所領導的法國併吞這機會，英國人重新獲得蘇利南的統治權，但在1816年拿破崙帝國瓦解之後又將該地歸還給荷蘭。雖然英國曾在他們短暫統治蘇利南的期間解放了黑奴，但是重回荷蘭統治的蘇利南，要到1863年以後才正式宣佈奴隸制度的廢除，使得荷蘭成為最晚放棄奴隸制度的歐洲殖民國家。為了取代解放黑奴之後所損失的勞動人口，荷蘭自荷屬東印度群島（今天的印尼）引進了勞工，其中除了佔極大比例的印度裔族群外，也有一部份是華人，而在1873年到1916年之間，也有許多印度勞工透過荷蘭的安排，移民到蘇利南地區從事勞動。
蘇利南在第二次世界大戰之後，在聯合國的決議輔導之下，於1954年時蘇利南成為荷蘭王國的構成國之一（與荷蘭本土平等）。而從1973年起，當地的自治政府開始與荷蘭展開溝通談判，並於1975年11月25日正式獨立。獨立後產生的權力真空使蘇利南一直處於政治不穩定的局勢，因此很多蘇利南人在這段期間選擇逃往荷蘭本土。1980年，一個由16位年輕軍事將領組成的軍政府推翻了原本的政權，由於政變時軍政府打出了掃除貪污改善人民生活品質的訴求，建立了社會主義政权。軍事執政團初期蘇利南政府還大致獲得人民的信賴與當初殖民母國荷蘭政府的良好關係與經濟援助，但在1982年12月8日一場稱為十二月屠殺的事件中，多達15位的政治反對領袖遭到執政政府的暗殺，此事件讓荷蘭當局非常不滿而斷絕了對蘇利南的經濟援助。

## 政治
根据1987年10月生效的新宪法规定：总统为国家元首、政府首脑、武装部队总司令和国务委员会主席。拥有行政权，由选举产生，每届任期5年。部长会议（内阁）是最高行政机关，政府由总统、副总统和内阁部长组成，副总统任总理。对总统负责。国务委员会指导国家领导机关的工作，监督政府执行国民议会的决定。国民议会为一院制，是国家最高权力机关，享有立法权。议会负责选举总统、副总统和制定法律。

## 地理

苏里南地图

### 地形
- 主要分三大區塊，由北向南分別依序是沿海的低地沼澤及平原，此區為人口主要分布區，首都亦在此；中部為丘陵台地，南部與巴西臨界則為高原。
- 國境內大部分为丘陵和低高原，沿海面大西洋沿岸有沼泽和低地，向南地势增高，南部为高原。
- 全國平均海拔400-800公尺，最高山位於南部的朱里安娜峰海拔1286公尺。

### 氣候
- 热带雨林气候是此地的主要氣候類型，長年高溫多雨，森林面积占全国面积约七成左右。
- 日平均氣溫達到27攝氏度，年平均降水量為1750mm到3000mm，全年濕度都很大。
- 這裡每年有兩個雨季，一個是從4月中旬到8月中旬，一個是從12月到1月，剩下的時間就是乾季。

### 水文
- 境内主要河流多源於南部內陸高原地區，故上游河水湍急，多瀑布，河川流向也多由南往北流入大西洋。
- 东北部有布罗科蓬多水库則是國內最大的人工湖泊，也是南美地區重要的大型水庫建設。
- 河川地下游則多有航行之利，如蘇利南河等，而馬羅尼河、科兰太因河等這兩條河川也是和鄰國蓋亞那及法屬圭亞那的主要界河。

## 社会统计

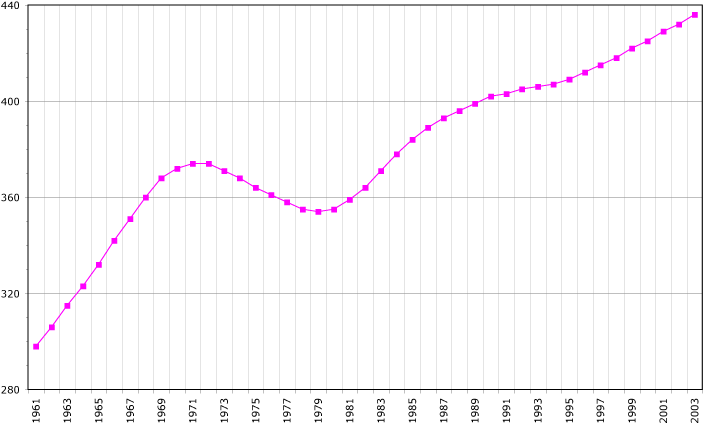
苏里南的人口增长图。纵轴为居民数量（千为单位）。

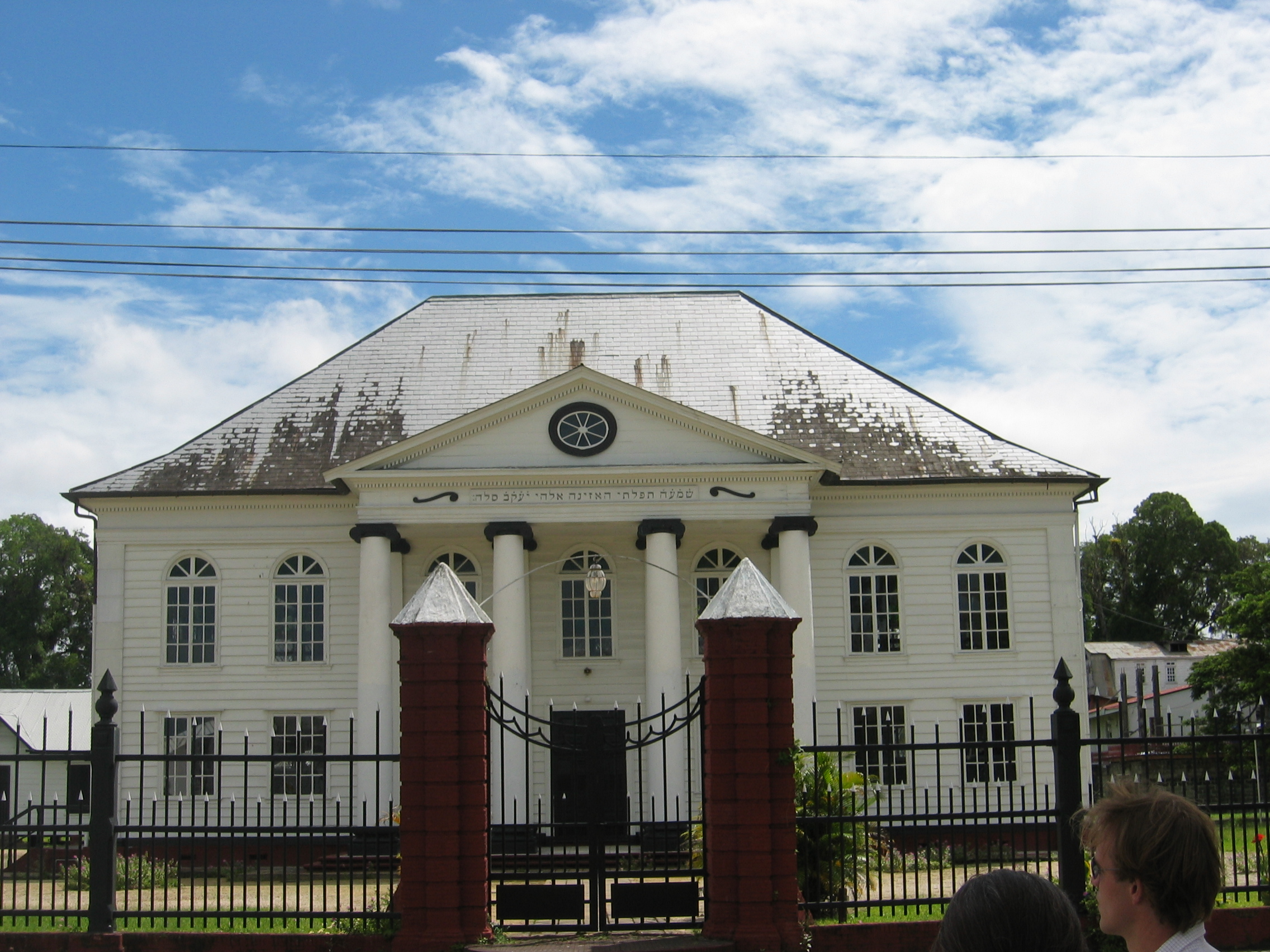
帕拉马里博的犹太会堂

旧版苏里南国旗

### 人口
苏里南的人口为632,638人（2022年），由许多不同种族人口构成。
- 荷兰籍印度人构成人口中最大的族群，占37％。他们是来自19世纪的印度佣工后裔。这些人源于北印度沿着尼泊尔边界的比哈尔邦以及北方邦的东部。
- 苏里南克里奥尔人为人口中第二大族群，占31％。他们是西非奴隶及欧洲人（多为荷兰人）的后裔。
- 爪哇人（前荷属东印度爪哇岛的雇佣工人后裔）人口达15％（接近90,000人口）[17]。
- 苏里南逃亡黑奴（又稱叢林黑人，即逃脱的西非奴隶的后裔）占人口10％并且主要有5个次族群：Aucan、昆提人（Kwinti）、馬圖瓦里人（Matawai）、薩拉馬坎人（Saramaccan）和帕拉馬坎人（Paramaccan）。
- 苏里南马龙人是一群來自非洲中部與西部的黑人民族群體有自己的馬龍語與文化，是從西班牙人手中逃亡的黑奴與其後裔族群之一，他們其中一些人後來來到了荷屬蘇利南，蘇利南獨立後，其族群成為了蘇利南主要國民種族之一。
- 美洲原住民占人口3％，主要族群为Akuriyo、阿拉瓦克人、Carib/Kaliña、特里奧人（Trío）和瓦亞納人（Wayana）[17]。
- 客家人（華人），主要为19世纪的來自中國廣東的惠陽、東莞及寶安（今深圳市）客家雇佣工人（苦力）后裔，現在人口超過1萬人，广义堂是苏最大的华侨组织。
- 布尔人（来自单词boer，意为荷兰语中的“农夫”）是19世纪荷兰移民农户的后裔。其中的大多数已经在1975年独立后离开。
- 犹太人，包括塞法迪犹太人和阿什肯纳兹犹太人。

绝大多数人口（大约90％）生活在首都帕拉马里博或是沿海地区。此外还有相当数量的苏里南人居住在荷兰。2005年有大约328,300苏里南人生活在荷兰，其占荷兰人口的2％。
这些族群通常被分成以下几种类别：
| 类别                                               | 所占百分比 |
| -------------------------------------------------- | ---------- |
| 褐种人（混血，荷兰籍印度人，和爪哇人）             | 49.5%      |
| 黑人（苏里南逃亡黑奴，非洲裔苏里南人以及其他黑人） | 35.6%      |
| 黄种人（华人）                                     | 2%         |
| 白人（欧洲人，中东及犹太人）                       | 2%         |
| 红种人（美洲原住民／苏里南原住民）                 | 11%        |

这几个种族在旧版的苏里南国旗上以五颗不同颜色的星星作为象征。
| 蘇里南族羣比例 | 蘇里南族羣比例 | 蘇里南族羣比例 | 蘇里南族羣比例 | 蘇里南族羣比例 |
| -------------- | -------------- | -------------- | -------------- | -------------- |
| 族羣           | 族羣           |                | 百分比         | 百分比         |
| 印度斯坦       | 印度斯坦       |                | 27.4%          | 27.4%          |
| 非裔           | 非裔           |                | 21.7%          | 21.7%          |
| 克里奧爾人     | 克里奧爾人     |                | 15.7%          | 15.7%          |
| 爪哇人         | 爪哇人         |                | 14%            | 14%            |
| 混血           | 混血           |                | 13.4%          | 13.4%          |
| 華人           | 華人           |                | 7.3%           | 7.3%           |
| 原住民         | 原住民         |                | 3.8%           | 3.8%           |
| 荷蘭裔         | 荷蘭裔         |                | 1%             | 1%             |
| 其他           | 其他           |                | 2.3%           | 2.3%           |

### 宗教
蘇利南約有半數人口信仰基督宗教，為國內最大宗教。基督宗教，包括罗马天主教和新教，是克利奥尔人和苏里南逃亡黑奴的主要宗教。大多数荷兰籍印度人信仰印度教，但其中也有少数人信仰回教或是基督宗教。爪哇人是回教徒或基督徒。苏里南人口的20%是回教徒，是西半球国家中回教徒人口比例最高的。除开宗教信仰分散不一外，苏里南的人口构成与其邻国圭亚那十分相似，但圭亚那缺少印尼裔人口。
| 2012年蘇里南宗教 | 2012年蘇里南宗教 | 2012年蘇里南宗教 | 2012年蘇里南宗教 | 2012年蘇里南宗教 |
| ---------------- | ---------------- | ---------------- | ---------------- | ---------------- |
| 宗教             | 宗教             |                  | 百分比           | 百分比           |
| 基督教           | 基督教           |                  | 48.4%            | 48.4%            |
| 印度教           | 印度教           |                  | 22.3%            | 22.3%            |
| 回教             | 回教             |                  | 13.9%            | 13.9%            |
| 其他             | 其他             |                  | 4.7%             | 4.7%             |
| 沒有             | 沒有             |                  | 10.7%            | 10.7%            |

### 语言
苏里南使用多种语言，其中荷兰语是唯一的官方语言，使用范围包括学校、政府、商业机构及媒体。在2004年苏里南成为荷蘭語聯盟的第三位成员国。荷兰语是大约60％苏里南人的母语，同时是其他人的第二语言或第三语言。在首都帕拉马里博，荷兰语是2/3家庭的使用语言，仅仅在苏里南的内陆地区荷兰语比较少见。苏里南语是当地的一种以英語為基底的克里奧爾語，是在日常最广泛使用的语言，同时也经常根据使用场合的正式性而与荷兰语交替使用。蘇利南的華人族群有自己發行的中文報刊《洵南日報》。

## 行政區劃

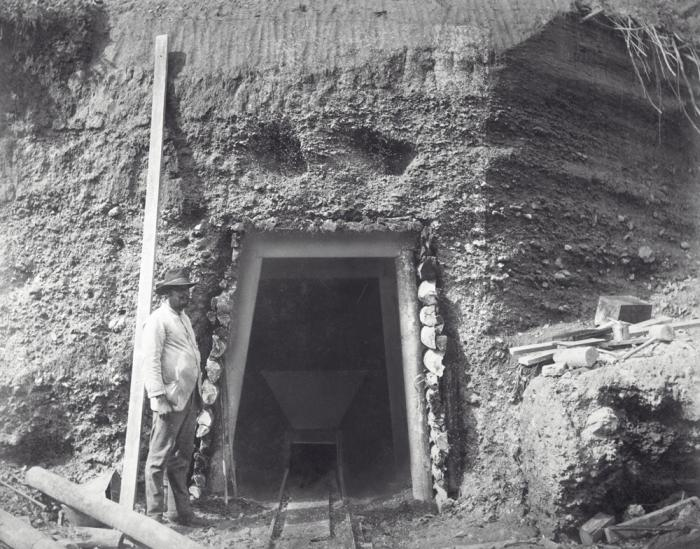
蘇利南鋁土礦坑

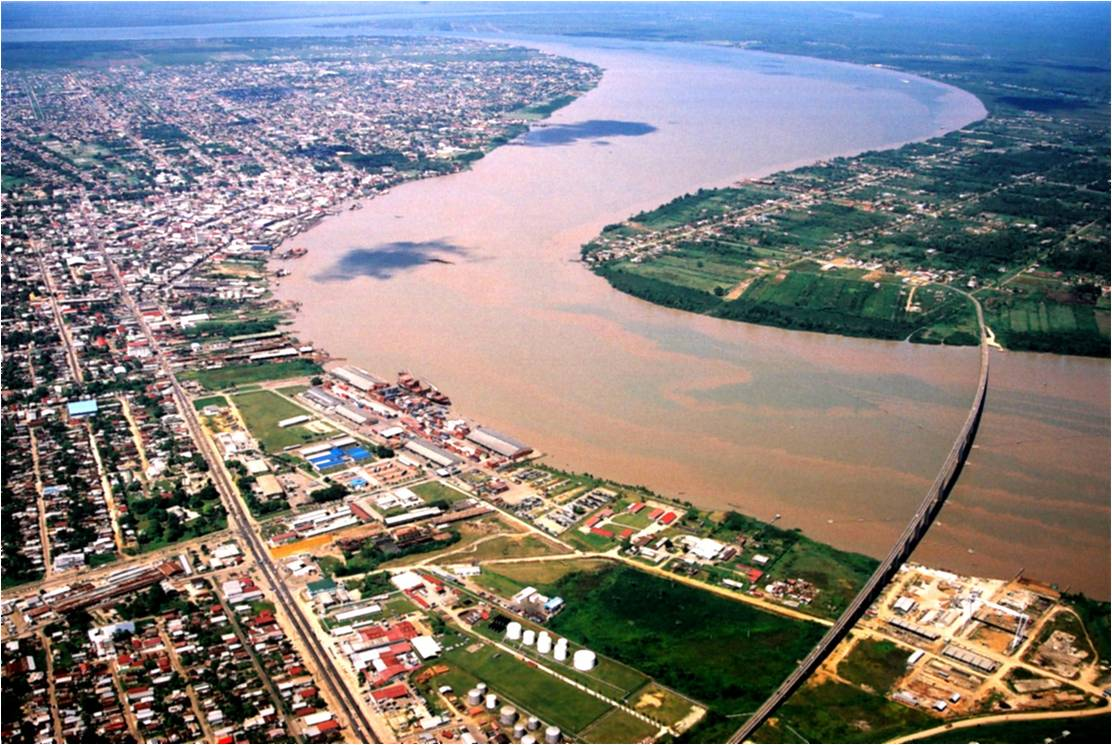
巴拉馬利波

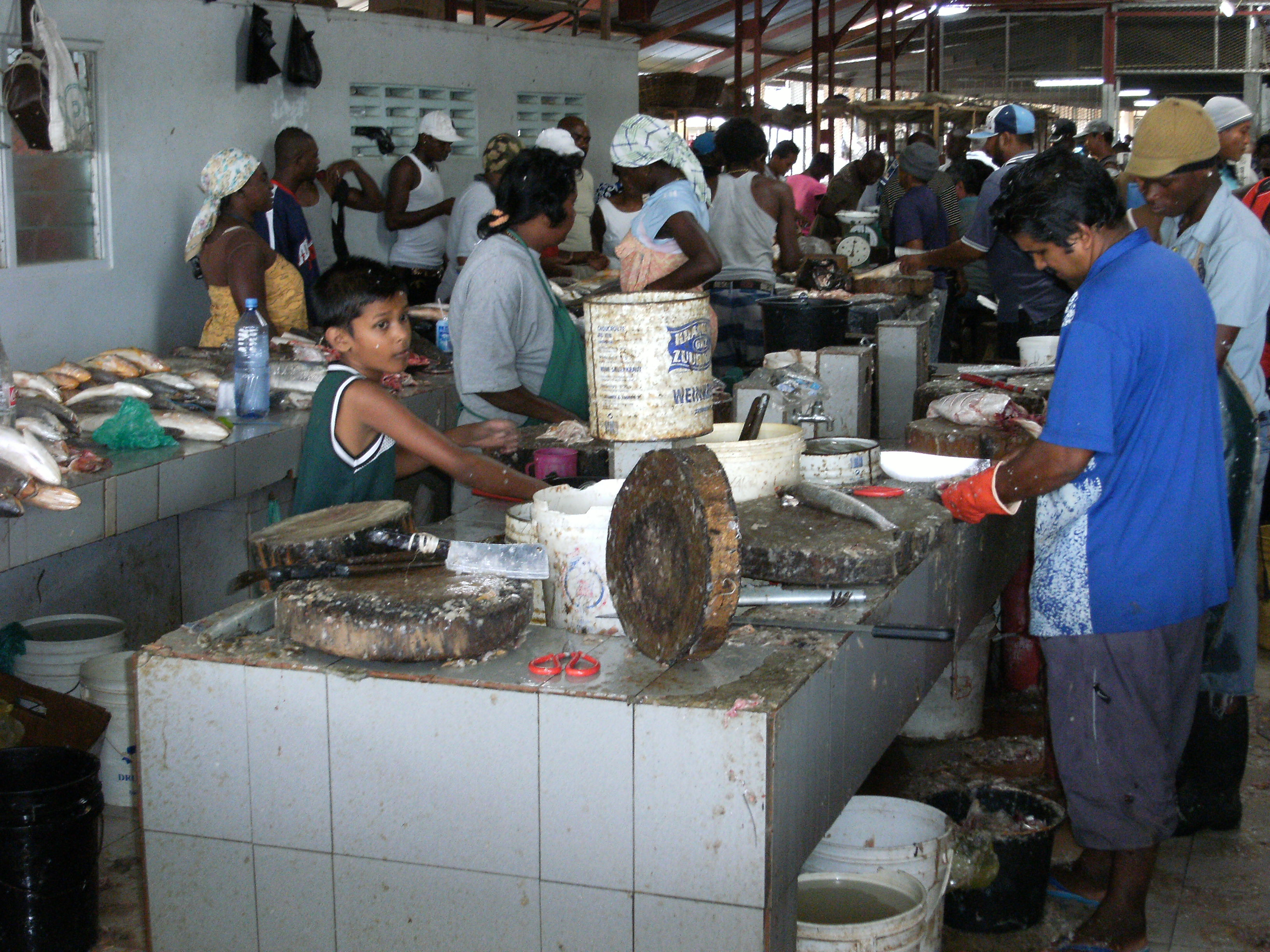
首都魚市場

蘇利南全國共被劃分為10個區（Districten），其中1个为市区。目前的蘇利南行政區劃分，是根據1980年時的最後一次修訂劃分而成，包括了：
- 布罗科蓬多区
- 科默韦讷区
- 科罗尼区
- 马罗韦纳区
- 尼克里区
- 帕拉区
- 巴拉馬利波區
- 萨拉马卡区
- 西帕利维尼区
- 瓦尼卡区

## 交通

### 公路
雖然蘇利南在獨立之前是荷蘭的殖民地，但很特別的一點是蘇利南的道路行駛方向與靠右行駛的荷蘭並不相同，是採靠左行駛的規則。這起因於雖然在歷史上蘇利南大部分的時間都是荷蘭屬地，但卻也曾經幾度由英國統治，在英國統治期間導入了車輛靠左行駛的交通規範，雖然荷蘭曾一度意圖改變交通規範扭轉這個差異，但卻因為困難度過高而放棄，導致今日蘇利南仍採靠道路左側行車的情況。

### 鐵路
苏里南现有225公里铁路线，以货物运输為主。

### 水路
- 位在蘇利南河下游的巴拉馬利波是一座河港城市，為全國第一大城兼首都，近九成以上的貨物均由此進出口。
- 其他如馬羅尼河、科兰太因河等亦有水運之利。

### 空運
- 蘇利南航空成立於1955年，是蘇利南的國家航空公司。總部設於首都巴拉馬利波，以約翰阿道夫恩格爾國際機場為根據地。
- 由於旅遊觀光業並不十分發達，因此空運並不十分方便，目前定期國際航點包括鄰近的庫拉索、喬治敦、阿魯巴和美國邁阿密及荷蘭阿姆斯特丹等。

## 外交

### 與荷蘭的關係
由於歷史因素，長期為荷蘭的殖民地，因此在政治、經濟和文化等方面受荷蘭影響很深。1975年獨立後，兩國關係曲折發展，荷蘭曾數次中止對該國的援助。

### 與國際組織的關係
1975年12月蘇利南加入聯合國，此外，目前也是世界貿易組織、加勒比共同體、加勒比開發銀行、南美洲國家聯盟、東亞-拉美合作論壇、伊斯蘭會議組織和美洲開發銀行的成員國。

### 邊界糾紛
- 與蓋亞那存在科兰太因河上游地区的新河三角洲，涉及面積一萬七千餘平方公里的土地劃分爭議。
- 与蓋亞那的部分海洋边界有争议，2007年9月20日依据联合国海洋法公约进行仲裁，國際海洋法法庭作出裁決，基本採用中間線原則劃定兩國海洋邊界。

## 经济

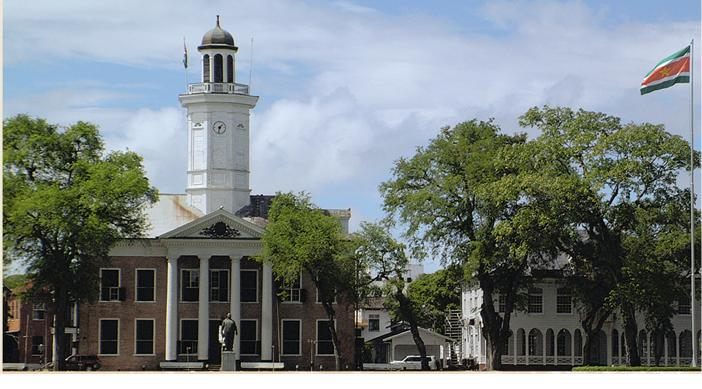
财政部大楼

苏里南的经济受铝土矿业支配，其占GDP总值比例超过15％，而占出口所得更超过70％。其它重要的出口产品包括稻米、香蕉、虾。苏里南最近准备开始开发其可观的石油和黄金矿产。大约四分之一的人口工作在农业领域。苏里南的经济极度依赖贸易，其最主要的贸易伙伴包括荷兰、美国、加拿大和加勒比海国家。
自从韋登博斯政府在1996年秋接管政权之后，就终止了前政府实行的经济结构调整计划，声称其对于贫弱阶层不公平。由于原有的税种下滑的同时，增收新税种的计划失败，因此导致政府税收减少。到1997年底，苏里南政府与荷兰的关系恶化，新荷兰发展基金的资金遭到冻结。随着矿产业、建筑业和公共事业部门的衰退，经济增长在1998年下降。过多的政府支出、减少的税收、庞大的公共服务以及1999年外国援助资金的减少都导致了财政赤字，预计达到了GDP的11%。政府寻求通过扩大货币供应的手段来平衡财政预算，结果导致了巨大的通货膨胀。
- GDP（2006年预计）：211百万美元
- 实际GDP年度增长为（2006年预计）: 5.8％
- 人均GDP（2006年预计）：4,000美元
- 通货膨胀（2006年）：5.6％
- 天然资源：铝土矿、黄金、石油、铁矿以及其他矿产、森林、水利资源、水产资源
- 农业：稻米、香蕉、橡胶、柑橘类水果

## 知名人士
- 路德·古利特：荷蘭足球明星及教練，前歐洲及世界足球先生
- 弗兰克·里杰卡尔德：荷蘭足球明星及教練
- 吉米·弗洛伊德·哈塞尔巴因克：荷蘭足球明星及教練
- 克拉伦斯·西多夫：荷兰足球明星
- 帕特里克·克鲁伊维特：荷兰足球明星
- 埃德加·戴维斯：荷兰足球明星
- 尼祖·迪莊：荷兰足球明星
- 罗伊斯顿·德伦特：荷兰足球明星
- 维吉尔·范戴克：荷蘭足球明星
- 安東尼·內斯蒂：游泳選手。1988年漢城奧運男子100米蝶泳金牌；1992年巴塞隆那奧運銅牌得主，是歷史上第一位奪得奧運游泳金牌的黑人運動員。